# باغ (فیلم ۲۰۰۸)
«باغ» (انگلیسی: The Garden) فیلمی در ژانر مستند است که در سال ۲۰۰۸ منتشر شد. از بازیگران آن می‌توان به دنی گلاور و داریل هاناه اشاره کرد.